# 朱大啟
朱大啟（1575年10月17日—1642年7月18日），字君輿，號廣原，浙江秀水（今嘉興市）人，祖籍直隸吳江盛澤（今江蘇），明朝政治人物，同進士出身。

## 生平
户部尚書朱國祚侄。萬曆三十七年（1609年）中己酉科順天府鄉試六十五名舉人。次年，聯捷庚戌科第三甲七十五名同進士。礼部观政，授江西南昌府推官。万历四十年（1612年）充任江西本省鄉試同考官。朱大启在江西任职时，曾與湯顯祖有書信往來。萬曆四十三年（1615年）任廣東乡试同考官。次年行取，暂擬禮部主事。萬曆四十六年（1618年）改吏部验封司主事。同年，調考功司主事，升考功司郎中。天啟五年十月二十七日（1625年11月26日）调文选司郎中。時魏忠賢當權，想謀劃派遣宦官分別鎮守九邊，遭到王永光等一眾大臣上公疏反對，公疏為大啟所草擬，因而忤逆到魏忠賢，遂被罷職免官回鄉。天啟七年九月二十七日（1627年11月4日）升太常寺少卿、提督四夷馆。崇禎元年八月十四日（1628年9月11日）升太仆寺卿，後調大理寺卿。官至刑部左侍郎，卒赠刑部尚书。

## 著作
著有《曼寄軒集》、《考工記輯注》一卷等。

## 家庭
曾祖朱彩，贈太子太保，翰林院侍讀學士、祖朱儒，太医院使，累赠禮部左侍郎兼翰林院侍讀學士、父朱國禎，庠生，贈文林郎，江西南昌府推官。前母楊氏；母施氏（贈孺人）。永感下。有子朱茂時（庠生）、朱茂昭（庠生）、朱茂晙、朱茂昉、朱茂昞。